# (2745) San Martín
(2745) San Martín es un asteroide que forma parte del cinturón de asteroides y fue descubierto por el equipo del Observatorio Félix Aguilar desde el observatorio de El Leoncito, Argentina, el 25 de septiembre de 1976.

## Designación y nombre
San Martín recibió inicialmente la designación de 1976 SR10.
Más adelante, en 1990, se nombró en honor del militar argentino José de San Martín (1778-1850), líder de la independencia del Perú, Chile y la Argentina.

## Características orbitales
San Martín orbita a una distancia media de 2,288 ua del Sol, pudiendo acercarse hasta 1,854 ua y alejarse hasta 2,723 ua. Su excentricidad es 0,1898 y la inclinación orbital 22,4 grados. Emplea 1264 días en completar una órbita alrededor del Sol.

## Características físicas
La magnitud absoluta de San Martín es 13,2.